# Hiccoda codana
Hiccoda codana là một loài bướm đêm trong họ Noctuidae.